# V Serpentis
V Serpentis är en kortperiodisk förmörkelsevariabel av Algol-typ (EA/SD) i stjärnbilden Ormen.
Stjärnan varierar mellan visuell magnitud +9,50 och 10,48 med en period av 3,453550 dygn.